# Jan Bechyně (fotograf)
Jan Bechyně (21. března 1885, Přibyslav – 15. srpna 1960, tamtéž) byl stejně jako jeho bratr, konstruktér Stanislav Bechyně, jedním z prvních fotografů v Přibyslavi.
Nadšenými fotografy-amatéry byli oba bratři již od mládí. S batohy na zádech projeli celou Itálii, kde pořídili řadu snímků.
Když Stanislav odešel studovat do Prahy, Jan často společně fotografoval i vyvolával snímky s dalším amatérským fotografem – Stanislavem Hutařem (1895–1974). Oba se stali členy fotografické sekce Muzejního spolku v Přibyslavi, jehož cílem bylo založení Městského muzea. Díky jejich píli a nadšení vzniklo velké množství dokumentárních fotografií města, které se staly základem muzejního archivu.
Fotografovali stejná témata, ale odlišoval je styl práce i to, že na fotografiích Jana Bechyně jsou velmi často postavičky dvou malých chlapců – jeho synů Jana a Stanislava. Jan se později stal významným entomologem, po roce 1948 emigroval a působil pak v zemích Střední a Jižní Ameriky. O šest let mladší Stanislav vystudoval farmacii a po celý život pečoval o fotografický archiv svého otce.